# 前田裕二のゼロイチ
前田裕二のゼロイチ（まえだゆうじのゼロイチ）はニッポン放送で2020年9月30日から2021年3月24日まで放送されていたトーク番組。

## 概要
ニッポン放送は、2019年11月4日に前田が社長を務めているSHOWROOMとの資本業務提携を電通と共に締結した事で、同日ニッポン放送開局65周年を記念して、前田が「ニッポン放送×SHOWROOM コラボ放送局～前田裕二プロデュースDAY～ 前田裕二密着24時 ニッポン放送からの挑戦状」として、SHOWROOMで24時間の生配信をしつつ、同局の早朝番組から『オールナイトニッポン』迄出演して、1冊の書籍を出版する企画を実施した。
その後、前田は翌年7月24日に放送した同局報道特別番組のゲスト出演を経て、同年の水曜ナイターオフ全国枠にて、改めて同局のレギュラー番組を務めた。番組構成は、番組タイトルとなっている二進数の「0」と「1」で表す様に、リスナーやゲストと共に2時間で“ゼロからイチ”を生み出すラジオ番組で、SHOWROOMの配信サービスを生かしながら、ラジオと動画配信のハイブリッド番組でもあったため、番組内では、翌週以降の企画会議を番組内トークとして構成している。また、番組内ではリスナーからのTwitterのツイートを番組ハッシュタグ「#前田裕二のゼロイチ」で募っていた。
前述したように、SHOWROOMとの同時配信を同番組で行ってるとしていたが、ラジオでは生で番組を流し、同社がKDDIと新たにローンチしたau契約向け有料会員短尺バーティカルシアターアプリ制動画配信サービス「smash.」にて後日映像を配信していた、また、同社のサービス誘導も行っており、番組が実質的マーケティングツールとなっていた。
また、2020年の同放送枠が変則的な編成のため、10月初頭からNRN全国枠で『ショウアップナイター』非ネット局向けに19時から先行開始し、ニッポン放送では翌月から開始する編成となっていた。

## 出演者

### パーソナリティ
- 前田裕二（SHOWROOM代表取締役社長） - 2020年9月30日 - 2021年3月24日

## 放送時間
※JST表記
- 水曜 19:00 - 21:00 - 2020年9月30日 - 2021年3月24日

### 放送時間変更
2020年
- 11月25日：『ショウアップナイター スペシャル SMBC日本シリーズ2020 第4戦 読売ジャイアンツ×福岡ソフトバンクホークス』実況中継が編成されたため、ニッポン放送以外のネット局のうち野球中継を放送しない局では、裏送りで編成。
- 12月16日：ニッポン放送では12月聴取率調査週間編成として、『鶴光の噂のゴールデンリクエスト』の時間尺拡大に伴い、21:40までに時間尺縮減で編成。ネット局は通常通り19:00 - 21:00の間に編成。
- 12月30日：一部のネット局では『第62回 輝く!日本レコード大賞』（TBSラジオ制作）を放送するため休止。

2021年
- 2月17日：ニッポン放送では2月聴取率調査週間編成として、『鶴光の噂のゴールデンリクエスト』の時間尺拡大に伴い、21:00迄の時間尺縮減で編成。ネット局は通常通り19:00 - 21:00の間に編成。

## ネット局
- ニッポン放送以外のネット局は放送時間の短い順に表記。

| 放送対象地域  | 放送局                 | 放送時間           | 備考                          |
| ------------- | ---------------------- | ------------------ | ----------------------------- |
| 関東広域圏    | ニッポン放送           | 水曜 19:00 - 21:00 | 制作局 2020年11月11日放送開始 |
| 京都府 滋賀県 | KBS京都 KBS滋賀        | 水曜 19:00 - 19:30 |                               |
| 青森県        | 青森放送               | 水曜 19:00 - 20:00 |                               |
| 岩手県        | IBC岩手放送            | 水曜 19:00 - 20:00 |                               |
| 秋田県        | 秋田放送               | 水曜 19:00 - 20:00 |                               |
| 宮城県        | 東北放送               | 水曜 19:00 - 20:00 | 2020年11月11日放送開始        |
| 福島県        | ラジオ福島             | 水曜 19:00 - 20:00 |                               |
| 山梨県        | YBSラジオ              | 水曜 19:00 - 20:00 | 2020年10月7日放送開始         |
| 静岡県        | SBSラジオ              | 水曜 19:00 - 20:00 |                               |
| 福井県        | 福井放送               | 水曜 19:00 - 20:00 |                               |
| 岡山県        | RSKラジオ              | 水曜 19:00 - 20:00 |                               |
| 島根県 鳥取県 | 山陰放送               | 水曜 19:00 - 20:00 |                               |
| 山口県        | 山口放送               | 水曜 19:00 - 20:00 |                               |
| 高知県        | 高知放送               | 水曜 19:00 - 20:00 |                               |
| 宮崎県        | 宮崎放送               | 水曜 19:00 - 20:00 |                               |
| 鹿児島県      | 南日本放送             | 水曜 19:00 - 20:00 |                               |
| 山形県        | 山形放送               | 水曜 19:00 - 21:00 |                               |
| 新潟県        | 新潟放送               | 水曜 19:00 - 21:00 |                               |
| 富山県        | 北日本放送             | 水曜 19:00 - 21:00 |                               |
| 中京広域圏    | 東海ラジオ放送         | 水曜 19:00 - 21:00 | 2020年11月18日放送開始        |
| 和歌山県      | 和歌山放送             | 水曜 19:00 - 21:00 |                               |
| 香川県        | RNCラジオ              | 水曜 19:00 - 21:00 |                               |
| 徳島県        | 四国放送               | 水曜 19:00 - 21:00 |                               |
| 長崎県 佐賀県 | 長崎放送 NBCラジオ佐賀 | 水曜 19:00 - 21:00 | 2020年10月7日放送開始         |
| 熊本県        | 熊本放送               | 水曜 19:00 - 21:00 |                               |
| 大分県        | 大分放送               | 水曜 19:00 - 21:00 |                               |

## タイムテーブル
※2020年9月30日時点
11月4日まではNRN系列局のみの放送。なお、当番組はナイターオフの恒例コーナーは未編成。
| タイムテーブル | タイムテーブル                                       | タイムテーブル                                                                    |
| 時刻           | 内容                                                 | 備考                                                                              |
| -------------- | ---------------------------------------------------- | --------------------------------------------------------------------------------- |
| 19:00.00       | オープニング                                         | OPトーク後、前田が好みの楽曲を1曲流す                                             |
| 19:15.30       | ゲストトーク その1                                   | 企画会議にて決定したブッキングゲストとのトーク KBS京都のみ飛び降り                |
| 19:30.00       | 企画会議 その1 ゲストトーク その1                    | 番組の中で翌週の企画を番組内トークで実施し、 ケースによってはその企画を実現させる |
| 19:54.00       | フリートークゾーン ゲストトーク その2                | 番組繋ぎトークとリスナーツイートとメッセージ紹介 ネット14局は飛び降り             |
| 20:00.00       | 20時台オープニング&企画会議 その2 ゲストトーク その3 | パーソナリティが挨拶後、企画会議 その3                                            |
| 20:25.00       | リスナーメッセージ紹介 ゲストトーク その3            | 企画会議へのリスナーメッセージ紹介 CM前に1曲楽曲を流す                            |
| 20:52.45       | エンディング                                         | EDトーク                                                                          |